# 我們的去向
《我們的去向》（日語：僕たちの行方）是日本女歌手高橋瞳的首張單曲，於2005年4月13日由gr8! records發行。

## 概要
2004年，日本索尼音樂娛樂為了挑選動畫《機動戰士GUNDAM SEED DESTINY》片頭曲的主唱者，從超過二萬人的申請者中選出當時年僅15歲的高橋瞳擔任主唱。單曲收錄了《我們的去向》、《風之長頸鹿》和《Melody》，並附有角色ID CARD（阿斯兰·萨拉（札多軍））和插畫家平井久司設計的唱片封面。高橋瞳在《Music Station》和《我們的音樂 Our Music》均演唱過此單曲，而在《POP JAM》演唱單曲時，獲得現場82.4%觀眾的支持，並因此成為節目的片尾曲。單曲的標題是源於在出道前夕，正值考試時期的高橋瞳相當煩惱的情況下想出來的。
單曲發賣首天位列日榜第2位，最終以6萬銷量取得Oricon公信榜週榜第一位，這是繼1980年近藤真彥的《Sneaker Blues》以及1994年內田有紀的《奪取天下吧！-內田的野望-》後第三次有處女作能夠登上週榜首位，同時高橋瞳亦憑單曲成為平成年間出生的藝人中最快取得單曲週榜第一位。單曲的手機片段下載次數達5萬次，是出道作的最高紀錄，後來被UVERworld單曲《D-tecnoLife》以11萬的下載次數打破。

## 歌曲列表
| 曲序 | 曲目                 |                  | 作曲        | 編曲          |
| ---- | -------------------- | ---------------- | ----------- | ------------- |
| 1.   | 我們的去向 （僕たちの行方）      | 中野雄太 shungo. | Yuta Nakano | Yuta Nakano   |
| 2.   | 風之長頸鹿 （風のキリン）      | 高橋瞳           | 山崎努      | Shinya Saito  |
| 3.   | Melody （メロディ）          | 高橋瞳           | BOUNCEBACK  | Gen Kushizaki |
| 4.   | 我們的去向（純音樂） | 中野雄太 shungo. | Yuta Nakano | Yuta Nakano   |